# Костер, Маурен
Мауре́н Ко́стер (нидерл. Maureen Koster; род. 3 июля 1992, Гауда, Южная Голландия, Нидерланды) — нидерландская легкоатлетка, специализирующаяся в беге на средние и длинные дистанции. Бронзовый призёр чемпионата Европы в помещении (2015) в беге на 3000 метров. Трёхкратная чемпионка Нидерландов. Участница летних Олимпийских игр 2016 года.

## Биография
Пришла в лёгкую атлетику, когда ей было 6 лет. Тренируется у своего дяди, Берта Костера, и бывшей нидерландской бегуньи Грете Кунс. Выступает за клуб Phanos. Основной дистанцией Маурен является 1500 метров, но она также имеет высокие результаты на 3000, 5000 метров и в кроссе.
Представлять Нидерланды на международной арене начала ещё в 2009 году, когда заняла 9-е место на Европейском юношеском олимпийском фестивале. Участвовала в мировых и европейских чемпионатах среди юниоров и молодёжи, но не снискала себе лавров.
Прорыв в результатах у Костер произошёл в 2013 году, когда она улучшила личный рекорд на 1500 метров на 7 секунд, показав 4.06,50. В том сезоне ей удалось дойти до полуфинала чемпионата мира. На первенстве Европы по кроссу в молодёжной категории стала 14-й и завоевала бронзовую медаль в командном зачёте.
Наибольших успехов Маурен добилась в беге на 3000 метров на соревнованиях в помещении. В 2015 году на зимнем чемпионате Европы заняла третье место. За 1 километр до финиша он попыталась сделать рывок и убежать от соперниц и в итоге проиграла лишь россиянке Елене Коробкиной и белоруске Светлане Куделич. Чемпионат мира в помещении 2016 года закончился для неё четвёртым местом. На этот раз впереди оказались две представительницы Эфиопии и американка Шеннон Роубери.
Летом 2015 года на этапе Бриллиантовой лиги в Монако была участницей забега, где Гензебе Дибаба установила новый мировой рекорд. Высочайший темп позволил Маурен показать лучшее время в карьере и «разменять» гроссмейстерский рубеж 4 минуты в беге на 1500 метров — 3.59,79.
На чемпионате мира 2015 года участвовала в двух дистанциях. На 1500 метров дошла до полуфинала, а на 5 километрах сошла в забеге из-за теплового удара и смогла покинуть стадион только с посторонней помощью.
Участвовала в Олимпийских играх 2016 года, но выбыла уже в предварительных забегах.
Является студенткой Лейденского университета прикладной науки, где изучает право.

## Основные результаты
| Год  | Турнир                                      | Место проведения         | Дисциплина     | Место       | Результат |
| ---- | ------------------------------------------- | ------------------------ | -------------- | ----------- | --------- |
| 2009 | Европейский юношеский олимпийский фестиваль | Тампере, Финляндия       | 1500 м         | 9-е         | 4.30,45   |
| 2010 | Чемпионат мира среди юниоров                | Монктон, Канада          | 1500 м         | 21-е (заб.) | 4.22,08   |
| 2011 | Чемпионат Европы среди юниоров              | Таллин, Эстония          | 1500 м         | —           | DNF       |
| 2012 | Чемпионат Европы по кроссу среди молодёжи   | Будапешт, Венгрия        | кросс 6,03 км  | 21-е        | 21.53     |
| 2013 | Чемпионат Европы среди молодёжи             | Тампере, Финляндия       | 1500 м         | —           | DNF       |
| 2013 | Чемпионат мира                              | Москва, Россия           | 1500 м         | 17-е (1/2)  | 4.08,15   |
| 2013 | Чемпионат Европы по кроссу среди молодёжи   | Белград, Сербия          | кросс 6 км     | 14-е        | 20.51     |
| 2014 | Командный чемпионат Европы                  | Брауншвейг, Германия     | 1500 м         | 7-е         | 4.17,95   |
| 2014 | Чемпионат Европы                            | Цюрих, Швейцария         | 1500 м         | 17-е (заб.) | 4.15,11   |
| 2014 | Чемпионат Европы по кроссу среди молодёжи   | Самоков, Болгария        | кросс 6,085 км | 5-е         | 22.37     |
| 2015 | Чемпионат Европы в помещении                | Прага, Чехия             | 3000 м         | 3-е         | 8.51,64   |
| 2015 | Чемпионат мира                              | Пекин, Китай             | 1500 м         | 9-е (1/2)   | 4.10,95   |
| 2015 | Чемпионат мира                              | Пекин, Китай             | 5000 м         | — (заб.)    | DNF       |
| 2015 | Чемпионат Европы по кроссу                  | Йер, Франция             | кросс 8,087 км | 9-е         | 26.28     |
| 2016 | Чемпионат мира в помещении                  | Портленд, США            | 3000 м         | 4-е         | 8.56,44   |
| 2016 | Олимпийские игры                            | Рио-де-Жанейро, Бразилия | 1500 м         | 32-е (заб.) | 4.13,15   |